# Особняк В. М. Сурошникова
Особняк Василия Михайловича Сурошникова — памятник архитектуры в Самаре, Россия. Построен в 1910—1914 гг. по проекту выдающегося архитектора Фёдора Шехтеля, строительством руководил А. А. Щербачёв. Здание расположено на углу улиц Пионерской и Алексея Толстого (адрес: Пионерская улица, 22/41). Объект культурного наследия федерального значения.

## История
Долгое время считалось, что единственным автором особняка самарского купца первой гильдии Василия Михайловича Сурошникова был А. А. Щербачёв, и построен он был в 1907 году. Однако позднее в архивах Ф. О. Шехтеля был обнаружен первоначальный проект особняка его работы, датированный 1909 годом. Щербачёв лишь реализовывал проект с некоторыми изменениями.

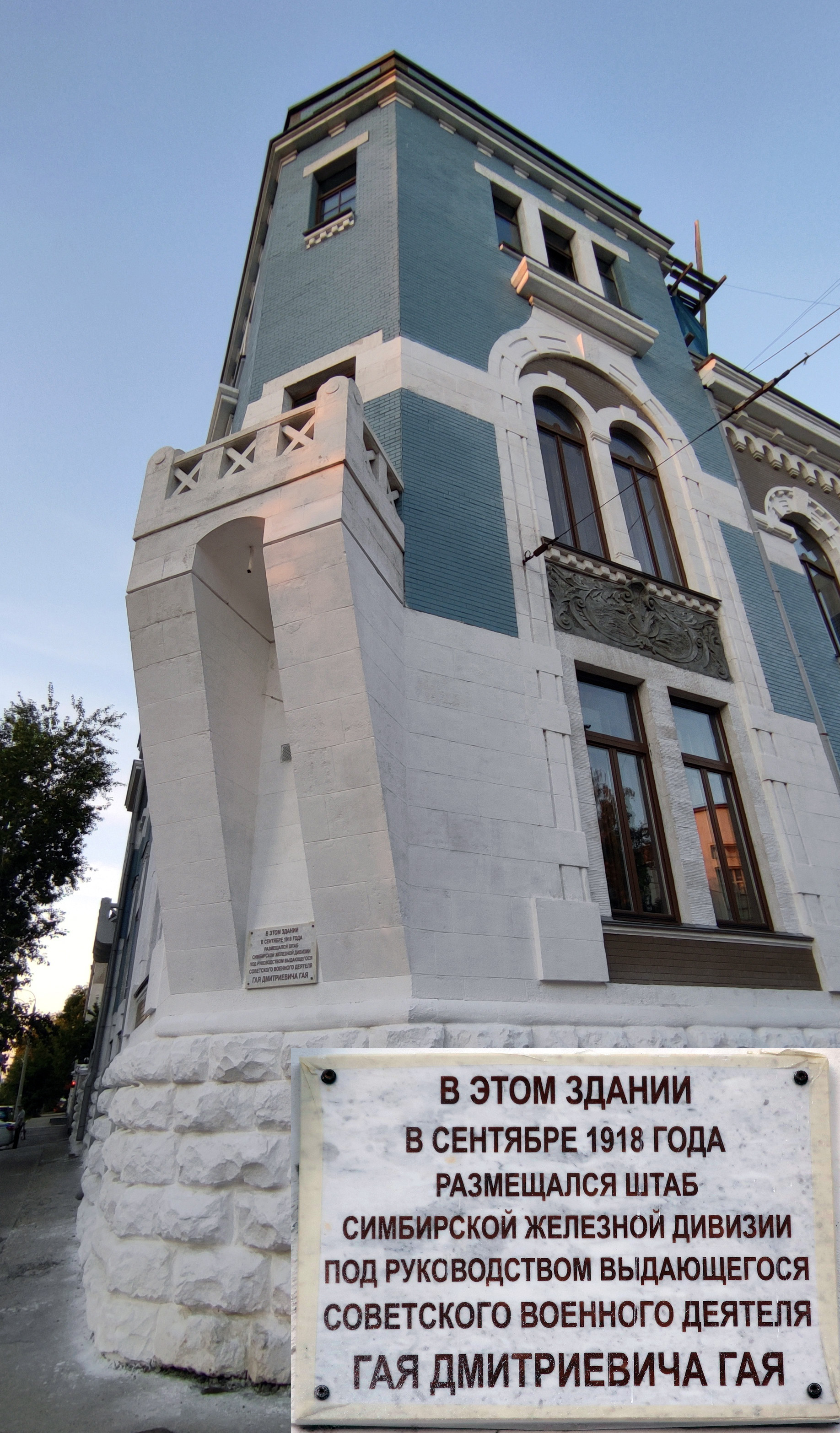
Башня особняка и установленная на ней мемориальная доска памяти Г. Д. Гая, штаб дивизии которого располагался в особняке в 1918 году

Во время Гражданской войны особняк Сурошникова был занят под штаб 24-й Самаро-Симбирской «Железной» дивизии, а в ноябре 1918 года был передан под отдел изобразительного искусства при Самарском Пролеткульте. Студия была закрыта в 1921 году, после чего в доме разместили Куйбышевский музей краеведения. Во время эвакуации правительственных учреждений в начале Великой Отечественной войны здание предполагали отдать под посольство США, музей был выведен в здание костёла на улице Фрунзе. Однако планы не были реализованы, вместо этого в особняке жила дочь Сталина Светлана Аллилуева. После войны в особняке Сурошникова находился Самарский военно-медицинский институт. В настоящее время здание занято Управлением финансового обеспечения Министерства обороны РФ.
В 2010-е гг. здание пребывало в плохом состоянии, фасад медленно разрушался. В 2017 году началась реставрация особняка, сразу же ознаменовавшаяся скандалом, когда рабочие стали сбивать сохранившуюся плитку с фасада.

## Архитектурные особенности
Здание построено в стиле модерн. Для него характерны и использованные материалы: натуральный камень, голубая керамическая плитка, зернистая штукатурка. Отмечается наличие черт венецианского палаццо в проекте Шехтеля. По сравнению с проектом диагональный рисунок плитки был изменён на прямой, поменялось и расположение центрального входа. Характерный балкон на углу дома напоминает башню московского Ярославского вокзала, автором которого также был Шехтель.